# Lapinjärvi (sjö i Södra Karelen)
Lapinjärvi är en sjö i Finland. Den ligger i kommunen Ruokolax i landskapet Södra Karelen, i den södra delen av landet, 250 km nordost om huvudstaden Helsingfors. Lapinjärvi ligger 103,4 meter över havet. Den är 14,99 meter djup. Arean är 66,2 hektar och strandlinjen är 5,4 kilometer lång. Sjön  ingår i Vuoksens huvudavrinningsområde.   I omgivningarna runt Lapinjärvi växer i huvudsak blandskog.